# Juan Domingo Roldán
Juan Domingo Roldàn (Freyre, 6 marzo 1957 – San Francisco, 18 novembre 2020) è stato un pugile argentino, soprannominato Martillo (Martello in lingua spagnola). Fu attivo tra il 1978 e il 1988.

## Biografia
Roldàn fu molto noto nell'America Latina degli anni ottanta, apparendo in diversi articoli e copertine della rivista Ring En Español (versione spagnola di The Ring).

### Carriera
Fece il suo debutto da professionista l'8 dicembre 1978, rimanendo imbattuto nei primi 14 incontri. Il 13 marzo 1981 conquistò il titolo nazionale della categoria, vincendo ai punti contro Jacinto Fernandez: meno di un anno dopo, il 12 febbraio 1982, vinse anche la cintura sudamericana mandando ko Carlos Burlon al secondo round.
Sempre nel 1982 difese il titolo argentino contro Marco Perez, perdendolo poi contro Ricardo Arce a causa di una squalifica: nella rivincita con Arce, si riprese il titolo grazie ad una vittoria in due riprese. Nel 1983 uscì vincitore da una sfida con Frank Fletcher, uno tra i migliori pesi medi dell'epoca: salì quindi al primo posto nei ranking dei più importanti enti.
Il 30 marzo 1984 la sua carriera raggiunse l'apice, in quanto affrontò a Las Vegas Marvin Hagler per il titolo mondiale (nelle versioni IBF, WBC e WBA). Durante la prima ripresa, Roldàn riuscì ad atterrare Hagler divenendo il primo (ed unico) pugile ad infliggere un knockdown a The Marvelous anche se in molti ritengono che Hagler sia solo scivolato. Roldàn riportò un'onorevole sconfitta per KOT alla decima ripresa.
Ha poi combattuto altre due volte per il titolo mondiale, venendo sconfitto da Thomas Hearns nel 1987 e da Michael Nunn nel 1988 in quello che fu il suo ultimo match.

### Morte
Roldán è morto di COVID nell'autunno del 2020 all'età di 63 anni.